# Volk (Familienname)
Volk ist ein deutscher Familienname.

## Herkunft und Bedeutung
Aus der Rufnamenkurzform Volko bzw. Volk (von althochdeutsch folc „Haufe, Kriegsschar, Volk“) hervorgegangener Familienname. Östlich des deutschen Sprachgebiets ist außerdem eine Ableitung von urslawisch vьlkъ „Wolf“ möglich (siehe auch Wolk, Vuk, Vouk und Vovk).

## Namensträger
- Albert Volk (1882–1982), deutscher Maler, Grafiker und Bildhauer
- Alfred Volk (1953–2022), deutscher Fußballspieler
- Andrea Volk (* 1964), deutsche Kabarettistin
- Andreas Volk (* 1996), deutscher Fußballspieler
- Anne Volk (1944–2017), deutsche Journalistin
- Annette Volk (* 1974), deutsche Richterin
- Anton Volk (1838–1901), preußischer Generalmajor
- Arno Volk (1914–1987), deutscher Musikverleger
- Christian Volk (* 1979), deutscher Politikwissenschaftler
- Daniel Volk (* 1970), deutscher Politiker (FDP)
- David Volk (* 2003), österreichischer Fußballspieler
- Dawid Witaljewitsch Volk (* 2001), russischer Fußballspieler
- Dietmar Volk (* 1962), deutscher Gesundheitsmanager und Politiker (Grüne)
- Dorothea Volk (1921–2011), deutsche Schauspielerin
- Douglas Volk (1856–1935), US-amerikanischer Maler
- Else Volk-Friedland (1880–1953), österreichische Frauenärztin und Autorin
- Ernst Volk (1927–2015), deutscher Pfarrer
- Franz Volk (1823–1890), deutscher Revolutionär, Arzt und Politiker
- Georg Volk (1898–1986), deutscher Arzt und Homöopath
- Hannes Volk (* 1984), deutscher Handballspieler
- Hans Volk (1902–1945), deutscher Polizeibeamter
- Helen Volk (* 1954), simbabwische Hockey- und Softballspielerin
- Hermann Volk (1903–1988), deutscher Theologe, Bischof von Mainz und Kardinal
- Hilde Volk (1912–1995), deutsche Schauspielerin und Hörspielsprecherin
- Holger Volk (* um 1975), deutscher Tiermediziner, Neurologe und Hochschullehrer
- Ilona Volk (* 1963), deutsche Politikerin (Bündnis 90/Die Grünen)
- Jakob Volk (1876–1954), deutscher Schreiner und Fotograf
- Josephine Volk (* 1987), deutsche Sängerin, Schauspielerin und Theaterpädagogin
- Karl Volk (Bildhauer) (1885–1965), deutscher Bildhauer
- Karl Volk (Politiker) (1896–1961), deutscher Politiker, Journalist und Widerstandskämpfer
- Katharina Volk (* 1969), deutsche Altphilologin
- Katrin Volk (* 1998), deutsche Ruderin
- Klaus Volk (* 1944), deutscher Rechtswissenschaftler und Strafverteidiger
- Konrad Volk (* 1955), deutscher Altorientalist
- Kurt Volk (1919–1993), Schweizer Maler
- Leo Volk (1909–1973), deutscher SS-Führer
- Lester D. Volk (1884–1962), US-amerikanischer Politiker
- Ludwig Volk (1926–1984), deutscher Jesuit und Historiker
- Magnus Volk (1851–1937), britischer Elektroingenieur
- Marc Volk (* 1967), deutscher Künstler und Fotograf
- Maria Volk (Autorin) (* 1955), deutsche Autorin
- Maria Volk, russisch-australische Schauspielerin, siehe Marsha Vassilevskaia
- Matthias Volk (* 1947), deutscher Fußballspieler
- Nathalie Volk (* 1997), deutsches Model
- Norbert Volk (* 1958), deutscher Politiker (FDP)
- Otto Volk (Mathematiker) (1892–1989), deutscher Mathematiker, Astronom und Stifter
- Otto Volk (Historiker) (* 1950), deutscher Historiker
- Paulus Volk (1889–1976), deutscher Kirchenhistoriker
- Petar Volk (1931–2021), jugoslawischer bzw. serbischer Filmwissenschaftler
- Peter Volk (1937–2016), deutscher Kunsthistoriker
- Pia Volk, Autorin
- Rita Volk (* 1990), US-amerikanische Schauspielerin
- Robert Volk (Byzantinist), deutscher Byzantinist
- Robert Volk (Fußballspieler) (* 1965), slowenischer Fußballtorwart
- Robert-Rudolf Volk (* 1921), estnischer Bildhauer
- Rodolfo Volk (1906–1983), italienischer Fußballspieler
- Sascha Volk (* 1982), deutscher Fußballspieler und -trainer
- Shirli Volk (* 1983), deutsche Schauspielerin
- Timo Volk (* 1993), deutscher Basketballspieler
- Ulrich Volk (* 1953), deutscher Rechtsanwalt und Fernsehdarsteller
- Valentin Volk (1848/1850–1909), deutscher Maler
- Waltraud Volk (1924–1996), deutsche Kunsthistorikerin, Denkmalpflegerin und Autorin
- Wilhelm Volk (1804–1869), deutscher Regierungsrat, Autor und Übersetzer